# کیتی ۹۵۶۳
سیارک ۹۵۶۳ (به انگلیسی: 9563 Kitty، نامگذاری:1987SJ1) نه هزار و پانصد و شصت و سومین سیارک کشف شده‌است که در ۲۱ سپتامبر ۱۹۸۷ کشف شد.
قدر مطلق سیارک برابر ۱۴٫۸۰ است .